# Belgian International 2006
Die Belgian International 2006 im Badminton fanden vom 7. bis zum 10. September 2006 in Mechelen statt. Der Referee war Marcel Pierloot aus Belgien. Das Preisgeld betrug 7.000 Euro.

## Austragungsort
- Sportcentrum De Nekker Mechelen, Nekkerspoelborcht 19

## Finalergebnisse
| Disziplin    | Sieger                          | Finalist                         | Ergebnis    |
| ------------ | ------------------------------- | -------------------------------- | ----------- |
| Herreneinzel | Kasper Ødum                     | Björn Joppien                    | 21:18 21:19 |
| Dameneinzel  | Petra Overzier                  | Ella Karachkova                  | 21:16 21:16 |
| Damendoppel  | Marina Yakusheva Elena Shimko   | Nina Vislova Valeria Sorokina    | 21:13 21:13 |
| Herrendoppel | Imanuel Hirschfeld Imam Sodikin | Mihail Popov Svetoslav Stoyanov  | 21:19 21:13 |
| Mixed        | Vitaliy Durkin Valeria Sorokina | Svetoslav Stoyanov Elodie Eymard | 21:14 21:13 |